# Ordre de la Très-Sainte-Annonciation
Ne doit pas être confondu avec Ordre de l'Annonciation de la Vierge Marie.
L’ordre de la Très-Sainte-Annonciation (en latin Ordo Sanctissimae Annuntiationis) dont les membres sont communément appelées Célestines est un ordre monastique féminin contemplatif de droit pontifical. 
Fondé en 1604 l'ordre compte encore quelques couvent au XXIe siècle.

## Historique

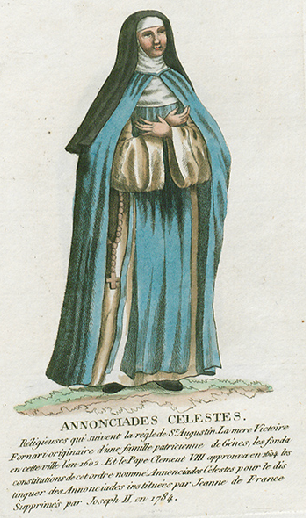
Annonciades célestes

En 1600, Victoire Fornari (1562 - 1617, béatifiée en 1828) décide de fonder un ordre monastique avec clôture religieuse stricte dans le but d'adorer le mystère du Verbe incarné et d'honorer la maternité divine de Marie. Le Père Bernardin Zanoni S.J., directeur spirituel de Victoire, leur écrit des constitutions religieuses inspirées de la règle de saint Augustin dont le texte est approuvé provisoirement le 15 mars 1604 par le pape Clément VIII. Le 5 août 1604, les cinq premières religieuses reçoivent l'habit religieux des mains du cardinal Spinola. Cet habit est composé d'une robe blanche, avec scapulaire, manteau et sandales bleues. Pour cette raison, elles sont rapidement connues sous le nom de 'Célestines' ou '« Filles bleues »'. Elles sont souvent sous la direction spirituelle des jésuites. Elles vivent une clôture fort rigoureuse et une discipline stricte, restreignent la musique et les ornementations.  
Au début, l'Ordre rencontre beaucoup de difficultés et en 1605, une fusion avec le couvent génois des carmélites déchaussées est envisagée. En 1612, les sœurs fondent un autre monastère à Pontarlier et l'ordre se répand rapidement dans la France de l'Est et l'ancienne Lotharingie (Saint-Mihiel en 1619, Vesoul en 1613, Nancy en 1616, Champlitte en 1620, Saint-Claude et Saint-Amour en 1621, Joinville en 1621, Paris en 1622, Langres en 1623, Tournai, Lyon, Dole et Avignon en 1624, Liège, Lille et Mons en 1628, Namur en 1631, Huy en 1637, Sens en 1647, Bourmont en 1682 etc.). La règle est définitivement approuvée le 6 août 1613 par Paul V. En 1676, la princesse Camille Orsini Borghèse, veuve de Marc-Antoine II Borghèse , prince de Sulmona, en religion Mère Marie-Victoire, fonde un monastère d'annonciades à Rome sur l'Esquilin et fait construire l'église Santa Maria Annunziata delle Turchine qui y est rattachée. Supprimé en 1872, il s'installe dans une maison de location et déménage plusieurs fois avant de s'installer en 1939 via Portuense ; ce couvent est toujours en activité.
En 1771, les monastères sont au nombre de soixante-dix, mais Joseph II les supprime en 1784 dans ses États car ils sont 'inutiles' (Joséphisme), puis la Révolution française et la suppression des ordres par Napoléon Ier, lui donnent presque le coup de grâce. L'ordre est menacé d'extinction. La béatification de la fondatrice en 1828 conduit à un rétablissement modeste de l'institut. Il existe alors deux monastères de Célestines en France rétablis au début du XIXe siècle : celui de Joinville (fermé en 1969) et celui de Langres (le plus important, fermé en 1984). De 1938 à 1949, elles ont un monastère en Roumanie (dans le rite oriental), fondé par le couvent de Langres ; il culmine à vingt-deux religieuses lorsqu'il est fermé par les autorités communistes. Les annonciades célestes fondent aussi en 1963 dans le nord de l'Espagne un couvent à Barbarin dans le diocèse de Pampelune.

## Activité et diffusion
Les religieuses se consacrent à la prière. 
Fin 2015, l'ordre ne comptait plus que quatre monastères indépendants sui iuris (dont Gênes, Rome, Fátima, Manille fondé en 1995 par Rome) et 24 religieuses et novices.

## Notes et références

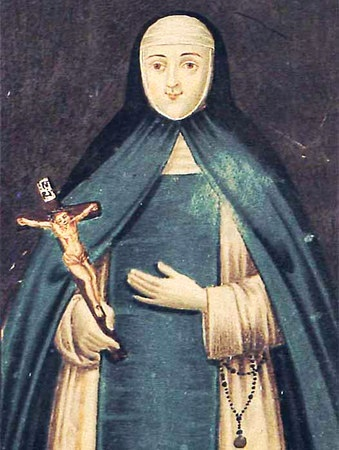
Annonciade céleste de Steyr en Autriche au XVIIIe siècle.